# Africa Eco Race 2015
Navigation
Édition précédente Édition suivante
Le Africa Eco Race 2015 est le 7e Africa Eco Race. Le départ fictif est donné à Saint-Cyprien en France le 28 décembre 2014. Le départ officiel se déroule à Nador au Maroc deux jours plus tard. Les concurrents arrivent à Dakar le 11 janvier 2015.

## Parcours

### Étapes
Ne sont indiqués que les distances des spéciales chronométrées. En raison des intempéries importantes, la première étape est annulée et les étapes 2 et 3 ont été raccourcies.
|    | dim. 28 décembre | Saint-Cyprien | Départ fictif | Départ fictif |               |               |               |
| 1  | mar. 30 décembre | Nador         | Jorf El Hamam | 645 km        |               |               |               |
| 2  | mer. 31 décembre | Jorf El Hamam | Tagounite     | 438 km        |               |               |               |
| 3  | jeu. 1er janvier | Tagounite     | Assa          | 525 km        |               |               |               |
| 4  | ven. 2 janvier   | Assa          | As Sakn       | 394 km        |               |               |               |
| 5  | sam. 3 janvier   | As Sakn       | Dakhla        | 757 km        |               |               |               |
|    | dim. 4 janvier   | Dakhla        | Jour de repos | Jour de repos | Jour de repos | Jour de repos | Jour de repos |
| 6  | lun. 5 janvier   | Dakhla        | Chami         | 621 km        |               |               |               |
| 7  | mar. 6 janvier   | Chami         | Azougui       | 433 km        |               |               |               |
| 8  | mer. 7 janvier   | Azougui       | Azougui       | 399 km        |               |               |               |
| 9  | jeu. 8 janvier   | Azougui       | Akjoujt       | 391 km        |               |               |               |
| 10 | ven. 9 janvier   | Akjoujt       | Toueila       | 349 km        |               |               |               |
| 11 | sam. 10 janvier  | Toueila       | Saint-Louis   | 498 km        |               |               |               |
| 12 | dum. 11 janvier  | Saint-Louis   | Dakar         | 294 km        |               |               |               |

## Classements finaux

### Motos
| Pos. | N°  | Pilote                  | Constructeur | Temps    | Écart     |
| ---- | --- | ----------------------- | ------------ | -------- | --------- |
| 1    | 100 | Pål Anders Ullevålseter | KTM          | 48:12:13 |           |
| 2    | 102 | Robert Theuretzbacher   | KTM          |          | +02:58:31 |
| 3    | 111 | Ingo Waldschmidt        | KTM          |          | +04:19:10 |

### Autos
| Pos. | N°  | Pilote/Copilote                      | Constructeur | Temps    | Écart     |
| ---- | --- | ------------------------------------ | ------------ | -------- | --------- |
| 1    | 201 | Jean Antoine Sabatier Jean-Luc Rojat | Bugga One    | 39:53:13 |           |
| 2    | 215 | Kanat Shagirov Alexandr Moroz        | Toyota       |          | +04:45:40 |
| 3    | 216 | Yuriy Sazonov Arslan Shakhimov       | Hummer       |          | +05:18:59 |

### Camions
| Pos. | N°  | Pilote/Copilotes                                   | Constructeur | Temps    | Écart     |
| ---- | --- | -------------------------------------------------- | ------------ | -------- | --------- |
| 1    | 401 | Anton Shibalov Robert Amatych Almaz Khisamiev      | Kamaz        | 41:02:18 |           |
| 2    | 404 | Sergey Kuprianov Alexander Kuprianov Anatoly Tanin | Kamaz        |          | +1:21:13  |
| 3    | 400 | Tomáš Tomeček Ladislav Lala                        | Tatra        |          | +04:21:26 |